# Monika Veselovski
Monika Veselovski (serb. Моника Веселовски; ur. 1 grudnia 1977 w Nowym Sadzie) – serbska koszykarka występująca na pozycji rzucającej.

## Osiągnięcia
Stan na 7 maja 2016, na podstawie, o ile nie zaznaczono inaczej.
Drużynowe
- Mistrzyni:
  - Ligi Adriatyckiej (2009)
  - Polski (2005)
  - Bośni i Hercegowiny (2012)
- Wicemistrzyni:
  - Ligi Adriatyckiej (2010)
  - Polski (2001, 2002, 2007)
  - Chorwacji (2009, 2010)
- Zdobywczyni Pucharu:
  - Polski (2005, 2007)
  - Vojko Herksela (2009)
  - Bośni i Hercegowiny (2012)
- Finalistka Pucharu:
  - Chorwacji (2010)
  - Vojko Herksela (2008)
- Uczestniczka rozgrywek:
  - Pucharu Ronchetti (2000/2001)
  - Euroligi (2002/03, 2004/05, 2006/07, 2008/09)
  - Eurocup (2007/08, 2009/10)

Indywidualne
- MVP meczu gwiazd PLKK (2004)
- 2-krotna uczestniczka meczu gwiazd PLKK (2004, 2006)

Reprezentacja
- Uczestniczka:
  - mistrzostw Europy (2001 – 5. miejsce, 2005 – 9. miejsce, 2007 – 9. miejsce)
  - mistrzostw świata (2002 – 12. miejsce)